# イェネイ・ミハーイ・ラヨシュ

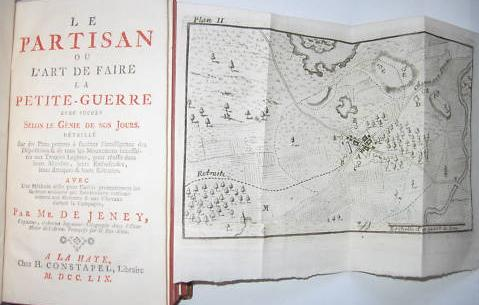
1759年に出版された、Le Partisan ou l'art de faire la petite-guerre avec succès selon le génie de nos joursの初版本

イェネイ・ミハーイ・ラヨシュ（ハンガリー語: Jeney Mihály Lajos、1723年もしくは1724年 - 1797年）は、ハンガリー王国の軍人。他言語の表記として、フランス語: Louis Michel de Jeney、英語: Mihaly Lajos Jeney等。七年戦争期の著作とオーストリア＝ハンガリー帝国の測量で知られ、少将にまで昇進した。

## 略歴
トランシルヴァニアの貴族の家系に生まれ、1737年から1739年までユサールとしてオスマン帝国とのオーストリア・ロシア・トルコ戦争に従軍した。戦後1754年までベルチェーニ・ラースロー（ハンガリー語: Bercsényi László、en:Ladislas Ignace de Bercheny）麾下のユサール連隊に所属、下士官から1747年には中尉に昇進している。1754年から1758年までは、フランス軍に属してライン川流域で地図製作者として活動した。1758年からの七年戦争では、プロイセン軍に工兵大尉として所属した。この時期に執筆されたのが、1759年にデン・ハーグで出版されたパルチザン戦術の教本として知られる「Le Partisan ou l'art de faire la petite-guerre avec succès selon le génie de nos jours」（The Partisan, or the Art of Making War in Detachment...、パルチザン、もしくは小部隊戦術の確立）である。
七年戦争終結後、1768年にオーストリア＝ハンガリー帝国陸軍少佐に昇進、1769年より軍事測量、後に経済的な測量を兼ねる事業に従事した。1772年には測量主任となり、1775年には中佐、1783年には大佐に昇進。チロルを除いて測量が完了した1789年には、少将としてアルト＝グラディスカ（Alt-Gradiska、後のスタラ・グラディシュカ）の要塞司令官となった。1797年、ハンガリー・ペーチにて没。オーストリア＝ハンガリー帝国が測量により作成した地図3324枚中、トランシルヴァニアを中心とする930枚がイェネイ・ミハーイ・ラヨシュによるものであった。

## 著作
- Le Partisan ou l'art de faire la petite-guerre avec succès selon le génie de nos jours
  - 英訳版のThe Partisan, or the Art of Making War in Detachment...等の訳本が存在する。